# 董汝漢
董汝漢（1534年—？），字昭夫，号明渠，山西平陽府萬泉縣人，竈籍，明朝政治人物。

## 生平
嘉靖四十年（1561年）辛酉科山西鄉試第三十名舉人。嘉靖四十四年（1565年）中式乙丑科三甲第六十五名進士。都察院观政，本年六月授咸宁知县，隆慶二年（1568年）六月升刑部主事，五年十月调兵部，六年二月升员外，七月升郎中，万历三年（1575年）八月升四川副使，未任，调陕西副使，七年六月升本省左参政，十年正月升河南按察使，十一年正月升本省右布政，三月升山东左布政，四月丁忧。十四年正月考察降用。二十二年二月降补四川右参政，分守下川南道，二十五年升甘肃行太仆寺卿。

## 家族
曾祖董海；祖父董鈞；父董旦，散官，累赠郎中。母張氏，累封太宜人。兄汝濬（监生）、汝漸（庠生）、汝洪、汝渭（巡检）、汝澣、弟汝澄，俱庠生；汝檟、汝梧。